# Francesco II d'Este
Francesco II d'Este (Modena, 6 maart 1660 - Sassuolo, 6 september 1694) was hertog van Modena en Reggio vanaf 1662 tot aan zijn dood.
Francesco werd geboren in 1660 als tweede kind en oudste zoon van hertog Alfonso IV d'Este, en diens vrouw Laura Martinozzi, een nicht van Kardinaal Mazarin. Francesco's oudere zus, Maria d'Este, trouwde in 1673 met de toekomstige Engelse koning Jacobus II, en werd koningin van Engeland, Schotland en Ierland in 1685.
Francesco werd op 2-jarige leeftijd hertog, en zijn moeder, regeerde tot 1674 als regentes over Modena en Reggio. Onder zijn moeder werd de regering vertegenwoordigd door geestelijken, die geestelijken werden op hun buurt weer vertegenwoordigd door de jezuïet, Vader Garimberti. Toen zijn moeder Modena verliet om haar dochter te vergezellen naar Engeland, werd hij geacht te regeren op de leeftijd van 14 jaar. Hij kreeg een adviseur naast zich, zijn neef prins Cesare Ignazio d'Este. Francesco's buitenlandse politiek werd aangetast door Lodewijk XIV. De Franse koning had onderdak gegeven aan zijn zus Maria en haar man Jacobus, in 1688, tijdens de Glorieuze Revolutie. Lodewijk dacht op deze manier zich te kunnen bemoeien met de staatszaken in de Italiaanse hertogdommen, maar dit werd voorkomen door Francesco.
Francesco leerde viool spelen toen hij nog een kleine jongen was, en het hoforkest werd voor hem weer tot leven gewekt toen hij elf jaar oud werd, onder andere met de komst van de violist Giovanni Maria Bononcini. Francesco was een gul en kritisch patroon voor de muziek. Zijn bibliotheek is blijven bestaan, en is nu bekend als de Biblioteca Estense in Modena.
Francesco stierf op 6 september 1694 op 34-jarige leeftijd. Hij was niet getrouwd en had geen kinderen. Hij werd opgevolgd door de jongere broer van zijn vader, Rinaldo.